# Atomismo
L'atomismo è una teoria filosofica che presuppone una pluralità di costituenti fondamentali all'origine della materia fisica, che tenderebbero ad aggregarsi e disgregarsi prevalentemente per cause meccaniche. Affinché questo modello sia valido, gli atomisti ritengono che il mondo naturale sia da separare in due aspetti: gli atomi indivisibili e il vuoto in cui si muovono.

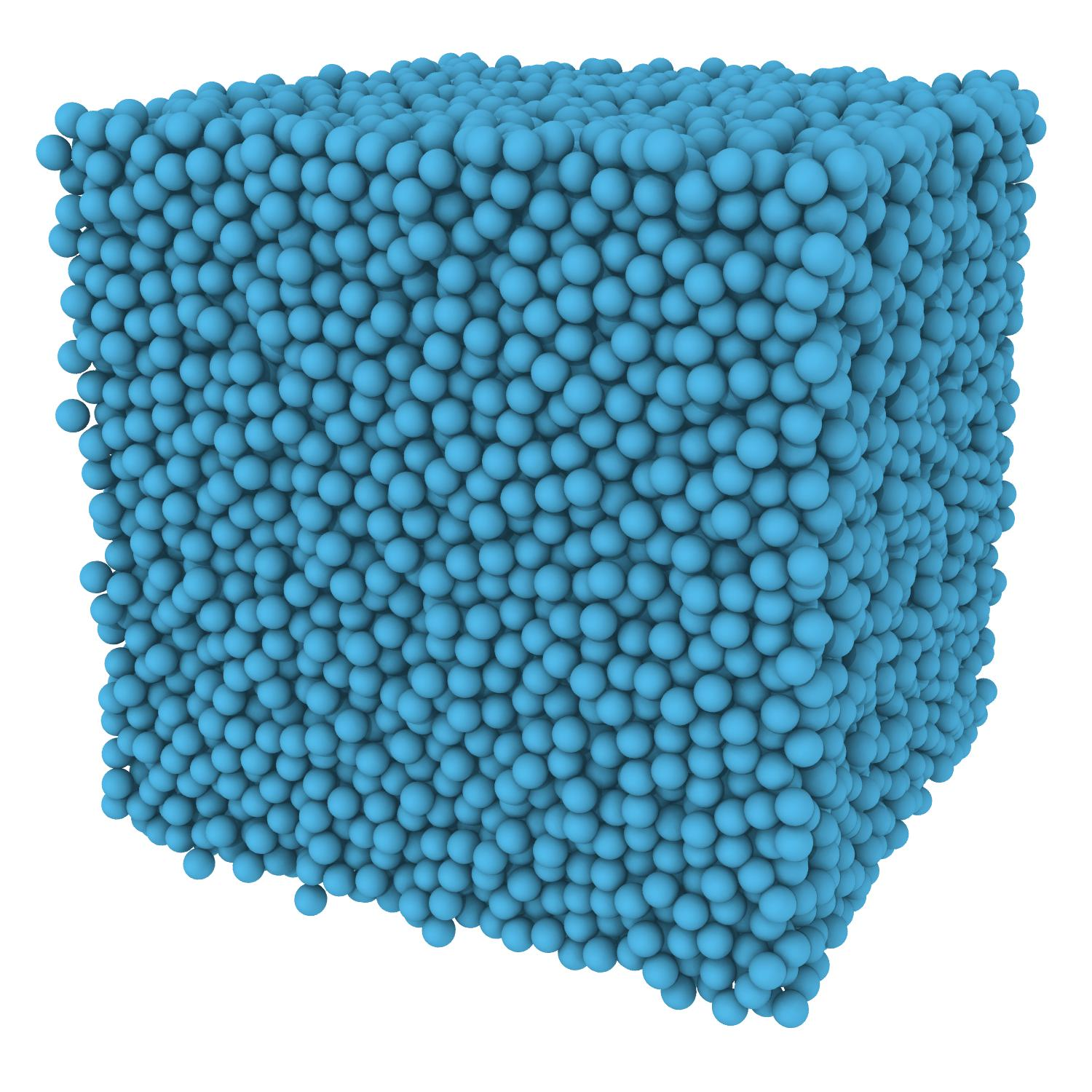
Atomi componenti la materia

## Introduzione
L'atomismo è nato nella Ionia greca (costa occidentale dell'attuale Turchia) probabilmente verso la fine del VII secolo a.C. Esso si profila in modo netto solo nel secolo successivo grazie a Leucippo, che da Mileto emigra ad Abdera e fonda una scuola dove avrà come allievo principale Democrito. L'atomismo non si limita a essere un'ontologia, ma ha sia in Democrito sia in Epicuro dei risvolti etici molto importanti. Per quanto la presente voce concerne principalmente gli aspetti ontologici dell'atomismo, in quanto sono essi a caratterizzarlo sotto il profilo teorico, per completezza d'informazione si fornisce qualche cenno all'etica con alcune citazioni significative.
Bisogna notare che il pluralismo ontologico espresso nel mondo ionico, che si oppone decisamente al monismo religioso di Senofane e al monismo metafisico di Parmenide, ha un altro importante esponente in Anassagora. Nativo di Clazomene, emigrato ad Atene nel 462 a.C., egli espone la sua teoria dei semi di tutti gli aspetti dell'essere (che Aristotele ribattezzerà "omeomerìe" o omeomeri). A differenza di quello leucippeo il pluralismo ontologico anassagoreo non prevede elementi neutri, gli atomi, che acquistano qualità evidenti e percepibili solo nei loro aggregati. Per Anassagora gli elementi primi e ultimi di ogni genere di cose reali sono già "qualificati", in quanto semi delle cose stesse.
Ma la teoria di Anassagora presenta anche difficoltà teoriche rilevate da Aristotele, che critica il Noûs, il principio formativo infinito-indefinito, come un deus ex machina sovrapposto, mentre l'atomismo di Leucippo è più coerente perché ogni atomo ha "in sé" la ragione del suo essere. Esso perde coerenza soltanto quando lo si mescoli con quello di Democrito, il che è avvenuto molto presto, già nel IV secolo a.C., con effetti disastrosi sulla sua credibilità. L'atomismo leucippeo sembra infatti essere stato indeterministico, mentre quello democriteo è sicuramente deterministico.
L'atomismo fu combattuto aspramente da Platone e dai suoi seguaci, che vi vedevano una dottrina empia, della quale bisognava cercare di far scomparire ogni traccia. In effetti sia da parte sua sia dei suoi seguaci l'intento deve essere stato realizzato, vista la completa sparizione di tutti i testi originali sull'atomismo. Diogene Laerzio nelle sue Vite dei filosofi riporta la seguente testimonianza: «Aristosseno nelle sue "Memorie sparse" afferma che Platone ebbe l'intenzione di bruciare tutte le opere di Democrito...». Non è noto se ciò sia effettivamente avvenuto. Rimane il fatto che i testi di Leucippo e di Democrito non ci sono pervenuti, per quanto del secondo le testimonianze siano molto più abbondanti.
Anassimene di Mileto realizzò il primo tentativo filosofico di spiegare le differenze degli enti in termini di un differente grado di partecipazione a un principio comune, chiamato archè. Se Democrito attribuì le differenze qualitative a una differente topologia, ordine e posizione degli atomi, Anassimene le attribuì a un differente grado di rarefazione o di condensazione dell'aria.

## L'atomismo di Leucippo
Nell'atomismo di Leucippo (che deve essere distinto da quello di Democrito) la materia è costituita da elementi microscopici, indivisibili e impercettibili, qualificati da forma, disposizione e posizione, contenuti nello spazio infinito, considerato vuoto. Nel vuoto essi si muovono casualmente e rapidamente, e il loro movimento determina le loro combinazioni e la formazione dei corpi materiali. Il frammento 289 catalogato da Hermann Diels nel suo Doxographi Graeci dovrebbe appartenere alla Grande cosmologia e pare il più attendibile al riguardo per quanto evidentemente incompleto. Un breve passo significativo:
Gli atomi sono sostanze elementari invisibili e indivisibili, atomi (dal greco temno, "tagliare", preceduto da α privativa, quindi "non tagliato", "indivisibile") compongono la materia percettibile e ne sono l'invisibile sostanza o l'essenza. L'essere nella sua globalità, è fatto di atomi che ne sono elementi di base e formano i corpi estesi che lo costituiscono insieme al vuoto. Su queste caratteristiche degli atomi Democrito riprende fedelmente Leucippo; quindi è solo per la causalità aggregativa, deterministica, che se ne discosta completamente.
Dalla leggenda che Leucippo fosse stato a Elea e avesse avuto rapporti con Zenone qualcuno ha voluto vedere le due realtà atomistiche (lo spazio vuoto e gli atomi) come una risposta ai paradossi di Zenone sulla natura del movimento.
L'atomismo verrà più tardi ripreso da Epicuro che ripristina il caso come causa del moto degli atomi e teorizza la parenklisis come casuale inclinazione del loro moto, determinandone le collisioni. Un'altra novità importante introdotta da Epicuro nella fisica atomistica è il "peso", in base al quale gli atomi cadono secondo la verticale, con la parenklisis, che ne declina il percorso e li fa collidere. La collisione provoca un'interazione di tipo aggregativo secondo una reinterpretazione della cosmogonia leucippea.
Lucrezio Caro nel I secolo a.C. darà all'atomismo epicureo una forma poetico-didascalica nel suo De rerum natura, traducendo il termine greco parenklisis nel latino clinamen. Lo scrittore latino introduce elementi esistenzialistici, drammatici e pessimistici, che sono assenti in Epicuro, la cui etica edonistica ed eudemonistica non poteva ammettere turbamenti esistenziali del tipo di quelli introdotti da Lucrezio.
L'atomismo è imprescindibile dal materialismo e in larga misura è a tutti gli effetti una forma di ateismo: Leucippo, Democrito ed Epicuro, pur nelle loro differenze, rigettano ogni tentativo di distinzione fra trascendente e immanente. E ciò per quanto Epicuro non neghi l'esistenza degli dei, ma li releghi in lontani "inframondi", dove assumono un mero valore simbolico come modelli di beatitudine astratta.

## L'atomismo di Democrito
Con Democrito la filosofia si sposta nel Nord della Grecia: nasce nel 460 a.C. ad Abdera. Nel corso della sua vita intraprende numerosi viaggi: in Etiopia, in Persia e in India. Soggiornò anche ad Atene per un breve periodo. Per questo venne in contatto con i pitagorici e conobbe le filosofie di Talete e Parmenide.
Democrito apporta un cambiamento sostanziale nella cosmologia atomistica del maestro, perché elimina il caso come causa dell'essere e lo sostituisce con la necessità. Probabilmente indotto a farlo per rendere meglio ragione del formarsi dei corpi nel mondo vivente, Democrito non ha mai spiegato perché lo abbia fatto e anzi, appropriandosi della paternità della Grande cosmologia, che è di Leucippo, ha complicato la situazione. Dopo di lui infatti il suo nome e quello di Leucippo vengono legati equivocamente insieme e il Corpus democriteum degli scritti atomistici presenta in alcuni punti delle contraddizioni, dove ciò che parrebbe casuale viene poi definito come necessario.
Mentre le testimonianze su Democrito sono numerose, con il risultato che il suo atomismo si è costituito per molti aspetti, come quello "canonico", quelle su Leucippo sono molto ridotte. Pertanto, seppure Leucippo debba essere considerato pensatore filosoficamente più importante di Democrito, storiograficamente è la figura di questi a dominare la scena.
L'atomismo nei termini posti da Democrito, e depurato delle contraddizioni interne sul piano cosmologico, riprende il concetto di arché posto nel VII secolo a.C. dai naturalisti milesii (Talete, Anassimandro, Anassimene) e lo traduce con atomos nel senso pluralistico di atomoi. Egli è un grande naturalista, attento osservatore di tutti gli aspetti del vivente, e pone a base della sua concezione una "natura" che è pura "materia", eliminando dal mondo reale ogni elemento di trascendentalità.
Facendo questo, ogni concetto di divinità risulta eliminato anch'esso. Tutto ciò che è "è nella natura"; in essa vi sono tutte le cause possibili di ogni ente esistente possibile. L'aggregazione degli atomi forma i corpi definiti della realtà percepibile e il loro disgregarsi restituisce alla natura stessa i suoi elementi di base, in una fenomenologia puramente meccanicistica che non ha bisogno di null'altro per verificarsi, ma ciò che per Leucippo era frutto del caso, e ritornerà a esserlo con Epicuro, per Democrito è il frutto di un'assoluta necessità.
Democrito è soprattutto un acuto osservatore che trae dalle sue osservazioni importanti conclusioni di carattere biologico e persino psicologico, ma che comunque non riguardano la teoria atomistica in senso stretto. Se Epicuro rimodula la teoria atomistica introducendo i concetti di peso dell'atomo e di parenklisis o declinazione, Democrito può essere considerato infatti un precursore delle teorie galileane nel distinguere tra qualità primarie e secondarie. Sosteneva infatti che solo le determinazioni quantitative possono essere attribuite all'atomo e non le qualitative. Un esempio di quei principi semplici che nascono dal materialismo atomistico ed entrano nella cultura greca e poi romana contro i «bizantinismi» della metafisica.
La teoria di Democrito ha incontrato nel corso della storia molte critiche, in quanto esclude dall'origine dell'universo una causa divina. In primo luogo c'è Platone che, nonostante disapprovasse l'atomismo, non citò mai nei suoi Dialoghi Democrito; Aristotele invece manifesta un totale dissenso, dichiarando che il proprio pensiero era in completa antitesi con quello democriteo. Con il trionfo del cristianesimo l'atomismo venne bandito in quanto teoria atea per eccellenza. Infine nel XX secolo si iniziò a studiare questa teoria con obiettività storiografica e ci si rese conto della sua rilevanza oggettiva.

## Platone e l'atomismo
L'atomismo, un indirizzo di pensiero ontologico fiorente nel V secolo a.C. conosce una profonda eclissi nel secolo successivo, in coincidenza con l'imporsi dell'idealismo platonico, trovando un relativo rilancio solo nel IV secolo con Epicuro. Per capire la radicalità dell'opposizione idealismo/atomismo occorre precisare il principio di partenza dei due indirizzi: l'idea (o spirito) nell'idealismo, la natura (o materia) nell'atomismo. Per gli atomisti la realtà consisteva negli aggregati atomici immersi nel vuoto. Per Platone essa consta di una dualità, con un principio divino, il Bene, corredato da "idee" quali sue espressioni o attributi e una materia inerte e priva di vero essere. Le idee, matrici attive dell'essere, operano vivificando la materia, mero ricettacolo informe e passivo. Essa "riceve" forma e realtà da esse mostrandosi, in quanto "formata" in una sorta di collezione di "copie". Sono infatti esse a dare forme, significati e realtà a una materia che, di per sé stessa, non possiederebbe esistenza. Quello della materia è quindi tema irrilevante per Platone, ed è adombrato rapsodicamente e con sufficienza qua e là, a eccezione che nel Timeo (50, a-c), dove vi si sofferma nel modo seguente:
La materia partecipa in un modo "oscuro" e solo "in qualche modo" della realtà dell'intelligibile: l'Idea suprema, lo Spirito, l'Anima del mondo. Però non è più l'assoluto non-essere di Parmenide ma è diventata un "qualcosa". Essa viene così ammessa all'essere, ma al gradino più basso, mentre per gli atomisti essa costituiva la totalità dell'essere. È evidente come Platone non potesse che mostrare disprezzo per gli atomisti in quanto materialisti e avesse fatto della lotta alla filosofia atomistica un proprio compito primario.
Secondo un'interpretazione più morbida dell'opposizione atomismo/platonismo la contrapposizione potrebbe venire colta solo nel fatto che Democrito propende per una concezione di necessità del reale, mentre Platone vede come divino il "fine" verso cui il reale è necessitato a convergere. Si può anche intravedere una certa complementarità tra i due filosofi, nella misura in cui entrambi sono deterministi, e per il fatto che Platone ha dovuto in qualche modo confrontarsi col pensiero atomistico, assai noto nell'Atene di Pericle insieme a quello di Anassagora.

## Aristotele e l'atomismo
La testimonianza di Aristotele sull'atomismo è importante per due motivi, perché in ordine di tempo è la meno lontana dalla fioritura di esso, nel V secolo a.C., e poi perché è abbastanza probabile che ai suoi tempi qualche scritto originale se non di Leucippo almeno di Democrito fosse ancora in circolazione, malgrado il comune ostracismo per l'empietà di quel pensiero e la distruzione fisica operata dai fedelissimi di Platone.
Gli elementi della concezione atomistica, nella testimonianza aristotelica, non sono più i quattro di Empedocle, ma due: il "pieno" e il "vuoto", l'essere e il non-essere, dove questo è reale quanto l'altro. Ma gli agenti cosmogonici reali, i produttori di realtà, sono gli atomi nella loro pluralità. Perciò: «gli atomi, con le loro differenze, sono la causa di tutte le altre cose» e si distinguono «per figura, ordine e posizione». Inoltre:
Ciò che noi percepiamo per mezzo dei sensi non è reale, bensì è reale la struttura che lo genera, essa è formata da atomi vaganti nel vuoto, ed è perciò da questi che si originano le sensazioni che noi percepiamo. Le sensazioni sono comunque qualità secondarie in quanto dipendono dalla persona che ne viene interessata, e si verificano sotto forma di flussi di eidola, che effluiscono dall'oggetto verso il soggetto percipiente.
Per Democrito gli atomi hanno solo due qualità: la grandezza e la forma geometrica; ogni aggregato di atomi può disporsi secondo un ordine differente, formando composti diversi. Gli aggregati di atomi generano in noi delle percezioni sensibili quando vengono a contatto con i nostri sensi. Gli atomi sono dotati di un moto proprio dovuto a una forza naturale interna agli stessi; tale moto determina la massa degli atomi, in quanto essa dipende dalla velocità che acquistano gli atomi stessi urtando altri atomi. Dal moto degli atomi hanno origine i corpi materiali.
Oltre al testo sopra citato della Metafisica, è importante notare anche alcuni testi del De generatione et corruptione perché ci confermano due cose: la prima che Aristotele era convinto che Leucippo e Democrito avessero sostenuto le stesse tesi, la seconda che conferma quanto già sostenuto nella Fisica (IV, 6-9), e cioè che egli negava l'esistenza del vuoto, ritenendo il cosmo un "tutto pieno". Va comunque dato atto ad Aristotele di avere esposto l'essenza e i dettagli del pensiero atomistico senza fare forzature eccessive e di parte, rimanendo il suo giudizio relativamente neutrale sia nella Fisica sia nella Metafisica e sia nel Sulla generazione e la corruzione, che è a essi posteriore e che concerne specificamente la parte dell'atomismo di competenza di Democrito.
Interessante è anche il passo in cui scrive:
Aristotele ammette che l'atomismo è conforme ai fenomeni, ma poi, affermando poco dopo: «E questi corpi [gli atomi] sono in movimento nel vuoto (per lui infatti esiste il vuoto) …», ci conferma di non credere nell'esistenza del vuoto e quindi, implicitamente, di negare validità teorica all'atomismo. Ma non è cosa nuova, aveva già detto infatti:
Il fatto più importante da considerare è che Aristotele non si è preoccupato (come molti dopo di lui) di dirimere le contraddizioni dell'atomismo, ma le ha evidenziate per sottolineare il fatto che la teoria atomistica era insostenibile:

## L'atomismo di Epicuro
Quando Aristotele muore, nel 322 a.C., lascia una scuola fiorente a Teofrasto, colui che con le sue ricerche gli ha fornito il materiale su cui ha costruito le sue ultime opere. L'atomismo è ormai pressoché dimenticato, ma non nell'area ionica. È in essa, a Samo, che nasce nel 341 Epicuro, da padre ateniese; sin da adolescente si interessa di filosofia. Il suo primo maestro è un platonico, Panfilo, ma poi a Teo ha come maestro Nausifane, che è un atomista democriteo, quindi un anti-platonico. Epicuro impara a conoscere Democrito e lascia da parte Platone; egli sarà un democriteo, ma con molte riserve e con la volontà di adottare un punto di vista filosofico originale. Intorno al 320 a.C. Epicuro emigra ad Atene e qui, tra il 307 e il 306 a.C., apre la sua scuola, il "Giardino".
Epicuro ha un carattere "esclusivista", nel "Giardino" si discute di filosofia, ma specialmente della sua. Peraltro, non solo nega l'esistenza di Leucippo per non dovergli nulla sul caso come causalità ontica primaria, nega persino di esser stato allievo dei suoi maestri. Diogene Laerzio ci dice:  
Epicuro, pur avendo debiti culturali che nega, ha profuso molto "di suo" e di straordinario in un momento in cui platonismo e aristotelismo dominavano e l'etica stoica predicava l'austerità a cui egli contrappone un eudemonismo imparato dai Cirenaici. Sul piano della fisica è la Lettera a Erodoto quella in cui troviamo una sintesi del suo pensiero cosmologico, preceduta da una definizione di un criterio gnoseologico. La conoscenza si ha dopo un primo stadio sensistico, per cui la percezione genera elementi primari e grezzi, cui segue la loro razionalizzazione mentale:
Una volta fissati i criteri del conoscere Epicuro entra in argomento con una premessa importante:
Sin qui a grandi linee Epicuro ripete Democrito e lo fa anche dove riprende la teoria degli eidola (= simulacri) con qualche precisazione in più:
Ma ora veniamo al suo atomismo:
Fatte queste premesse Epicuro precisa più avanti che la parenklisis per rimbalzo dipende dal fatto che il vuoto non è del tutto vuoto, perché gli atomi nel loro percorso rettilineo incontrano delle "resistenze, e sono queste la causa della parenklisis:
Il moto rettilineo degli atomi nel vuoto, il loro differente peso, il casuale incontro con delle "resistenze", il cambiamento di direzione, gli urti, i rimbalzi. Da tutto ciò nascono le cose che popolano l'universo secondo Epicuro.

## L'atomismo di Lucrezio
Il De rerum natura non è solo un poema didascalico in cui viene tradotto in poesia l'atomismo di Epicuro, ma è molto di più. È la reinterpretazione di un'ontologia da parte di un uomo sensibile, che la rende più viva attraverso l'evocazione poetica facendone una filosofia esistenzialistica ante litteram. In più Lucrezio enuncia anche un ateismo radicale mai posto prima di lui in modo così chiaro. Epicuro comunque è il suo eroe e così ne parla:
E si spinse lontano, oltre le mura fiammeggianti del mondo. E percorse con il cuore e la mente l'immenso universo, da cui riporta a noi vittorioso quel che può nascere, quel che non può, e infine per quale ragione ogni cosa ha un potere definito e un termine profondamente connaturato. Perciò a sua volta abbattuta sotto i piedi la religione è calpestata, mentre la vittoria ci eguaglia al cielo.»
Le religioni sono viste come le mistificatrici per eccellenza e le principali cause dell'ignoranza e dell'infelicità umana:
Il pensiero lucreziano dunque nega ogni sorta di provvidenzialismo, ma il poeta latino non può essere considerato ateo. Infatti egli non nega l'esistenza degli dei; al contrario egli immagina (nel V libro del De rerum natura) che gli dei vivano negli intermundia, dei mondi celesti, completamente disinteressati delle vicende umane (a differenza degli dei della tradizione olimpica): essi costituiscono dunque la perfetta immagine del sapiente epicureo. Il non-ateismo di Lucrezio contiene dunque, a conti fatti, è frutto di una critica molto più sottile e radicale all'idea tradizionale di religione. Ma, tornando all'atomismo, veniamo al punto in cui Lucrezio ribadisce la parenklisis e la traduce nel latino clinamen:
Infine, se ogni moto è legato sempre ad altri e quello nuovo sorge dal moto precedente in ordine certo, se i germi primordiali con l'inclinarsi non determinano un qualche inizio di movimento che infranga le leggi del fato così che da tempo infinito causa non sussegua a causa, donde ha origine sulla terra per i viventi questo libero arbitrio, donde proviene, io dico, codesta volontà indipendente dai fati, in virtù della quale procediamo dove il piacere ci guida.»
Per quanto la critica a Lucrezio nella cultura romana avesse trovato largo spazio insieme all'affermarsi dello stoicismo, nondimeno esso ha agito come moderatore dei rigori etici dello stoicismo, specialmente in Seneca.
La critica della Chiesa ai contenuti della poesia lucreziana è stata molto dura ed è anche entrata in circolazione la diceria che egli fosse morto pazzo per aver ingerito un filtro d'amore.

## L'atomismo nel mondo romano
L'atomismo si diffuse nel mondo latino e specialmente a Roma grazie soprattutto al De rerum natura di Lucrezio. Alla fine del I secolo a.C. la potenza romana è già enorme, ma il suo livello culturale è piuttosto basso, con l'eccezione della tecnologie costruttive e di qualche esempio di buona poesia. Sia in fatto di filosofia sia di scienza e matematica Roma è tributaria della Grecia; ciò che vi è di cultura "alta" è greco e greci sono gli intellettuali immigrati che fanno didattica per chi se lo può permettere, ma ciò che caratterizza la filosofia in ambito romano è il sincretismo.
È difficile trovarvi quindi un atomismo puro, lo si trova quasi sempre mescolato allo scetticismo, allo stoicismo, all'aristotelismo o al platonismo della Nuova Accademia. Il centro dell'epicureismo italiano è però Napoli, dove, verso la metà del I secolo a.C., il greco Siro fonda una comunità filosofica sul modello epicureo che ha tra i suoi frequentatori il giovane Virgilio. A Ercolano il siriaco Filodemo di Gadara, anch'egli epicureo, è ospite nella villa di Calpurnio Pisone Cesonino; qui dispensa la sua filosofia a discepoli della nobiltà locale.
Naturalmente il documento più importante dell'atomismo romano resta il poema di Lucrezio, amato da molti, ampiamente diffuso, ma forse non sempre capito sino in fondo. Un apprezzato divulgatore dell'epicureismo è anche Gaio Amalfinio, di cui parla Cicerone in Tusculanae Disputationes, ma si tratta di un epicureismo monco, privo di ontologia atomistica, e quasi esclusivamente basato su di un'etica edonistica che tradisce lo spirito più profondo di quella originale di Epicuro.
Nel complesso comunque l'epicureismo non ha molto successo nel mondo romano se non attraverso la sua banalizzazione. A livello privato sono molte le persone che si pensano epicuree perché amano la buona tavola e i piaceri del sesso, senza sapere che l'uno e l'altro sono del tutto assenti nell'etica epicurea, la quale, al contrario, consiglia sobrietà nell'alimentazione, moderazione nei piaceri fisici, dedizione piena alla riflessione filosofica.  Eppure sarà questa falsa interpretazione dell'epicureismo ad avere successo, e di ciò gli apologeti cristiani faranno un uso diffamatorio, con poche eccezioni.
Di fatto già all'inizio della nostra era, in ambito romano lo stoicismo ha largamente surclassato l'epicureismo. I pochi pensatori degni di nota nel mondo romano (Seneca, Epitteto, Marco Aurelio) sono degli stoici. Con l'affermarsi del cristianesimo, nel IV secolo, la filosofia epicurea è diventata solo più una "controparte" da citare all'occasione. Giustino e San Girolamo indicavano gli epicurei come dediti alla crapula, all'ubriachezza, alla fornicazione, all'adulterio, all'omosessualità, alla sodomia, all'incesto, al crimine in generale. Grandi santi come Ambrogio e Agostino ampliano il catalogo delle bassezze epicuree.

## L'atomismo nel Medioevo
Nel Medioevo assistiamo a un quasi completo abbandono delle teorie atomistiche, poiché sono considerate forme intollerabili e demoniache di materialismo e di ateismo. Vennero invece assimilati sia il platonismo che l'aristotelismo, più conciliabili con la dottrina cristiana, e in parte anche lo stoicismo, come dottrine "razionalizzanti" e "rafforzanti" i termini della rivelazione divina testimoniata nei Vangeli.
In particolare il platonismo alimenta le correnti mistiche e l'aristotelismo quelle razionalistiche. La scoperta di un frammento attribuito ad Aristotele e conciliabile con la sua fisica enuncia il principio dei "minima naturalia", qualcosa di molto vicino alla teoria di Anassagora, perché prevede la qualitatività degli elementi dell'essere come limite ultimo della sua divisibilità. Ma è in ambito islamico e in particolare con Averroè che i minima finirono per essere teorizzati come "elementi" dell'essere e in quanto tali più tardi ritenuti i possibili protagonisti delle reazioni alchemiche.

## L'atomismo dal Rinascimento all'Ottocento
Già in epoca tardo-romana si può dire che fosse cominciata quell'emarginazione e quella lunga eclissi dell'atomismo dalla scena culturale che durerà sino al secolo XV. Ma occorre anche dire che fin dall'inizio dell'era cristiana parlare di atomismo significava praticamente solo discutere l'epicureismo nei suoi elementi etici più che cosmologici.
La ricomparsa dell'epicureismo sulla scena culturale inizia quando Poggio Bracciolini scopre nel 1417 un manoscritto del De rerum natura in un recesso della biblioteca dell'abbazia di San Gallo, in Svizzera. Per la prima metà del Quattrocento il testo resta noto solo a una ristretta cerchia di intellettuali, ma con l'invenzione della stampa anche il poema di Lucrezio, comincia a fare qualche sporadica apparizione. Accanto a Lorenzo Valla, che nel De vero bono del 1433 (seconda versione del De voluptate) aveva confrontato la dottrina cristiana con quella stoica e quella epicurea, va ricordato Cosma Raimondi (1400 circa-1436) come il primo vero assertore dell'epicureismo in epoca rinascimentale con una coraggiosa Defensio Epicuri.
Alla generale indifferenza o diffidenza nei confronti dell'epicureismo supplirà Erasmo da Rotterdam scrivendo, in polemica contro Lutero, nel 1524 o poco dopo, il dialogo Epicureus. In esso si tenta una conciliazione tra l'edonismo epicureo e la visione cristiana della vita, sostenendo che il vivere cristianamente non esclude la possibilità di perseguire anche il piacere. Segue poi un recupero un po' paradossale di Epicuro da parte del teologo Pierre Galland, che nel 1551 sostiene addirittura che il messaggio epicureo ha un fondamento religioso; anche Michel de Montaigne sviluppa una tesi analoga, rifacendosi ad alcuni passi del De rerum natura di Lucrezio.
Ma è Pierre Gassendi, il quale, tramite il De vita et moribus Epicuri (1647) e il Syntagma philosophicum (1658, postumo), opera il recupero dell'epicureismo. Adattandolo al cristianesimo Gassendi ottiene due scopi importanti: rimodulare la dottrina cristiana con un'ontologia pluralistica che si accordi con la Genesi e con la nuova fisica teorizzata da Newton. Questa infatti implica la pluralità degli elementi dell'essere come particulae elementari, e soprattutto il vuoto. Gli atomi con Gassendi cessano di essere gli elementi-base di una materia eterna, ma diventano creazioni di Dio e suoi strumenti. Nel Seicento Johann Chrysostom Magnenus stima, per la prima volta, la dimensione di un atomo.
Nel Settecento compare una letteratura libertina che proclama l'edonismo e riprende molti aspetti dell'epicureismo, ma sono specialmente filosofi materialisti atei come Julien Offroy de La Mettrie e Denis Diderot ad assumere i principi epicurei. Il primo in maniera più esplicita nei suoi L'anti-Seneca o Discorso sulla felicità del 1748 e nel Sistema di Epicuro del 1749. Occorre però sottolineare che oltre a Newton anche un altro grande scienziato come Robert Boyle è un sostenitore della struttura atomistica, della materia primaria e dell'esistenza del vuoto.
Sotto il profilo filosofico-letterario l'epicureismo trova notevole interesse in Gran Bretagna già dal 1700, ma specialmente nell'Ottocento. Il grande poeta Percy Bysshe Shelley farà dell'epicureismo lucreziano la sua bandiera in diverse opere, a partire dalla tragedia Prometheus Unbound (Prometeo liberato) del 1819. Né va dimenticato Giacomo Leopardi che nel suo pessimismo e ateismo esistenziale ha ben presenti gli analoghi sentimenti espressi da Lucrezio nel De rerum natura.
La validità della teoria atomistica trova il suo definitivo riconoscimento scientifico con la chimica del Settecento e soprattutto dell'Ottocento. Sono i chimici a scoprire la profonda verità della tesi atomistica. Già alla fine del XVIII secolo la teoria atomistica si conferma in accordo con la nuova scienza. Ciò avviene con gli esperimenti di John Dalton (1766-1844), che redige una prima tavola dei pesi atomici, e con quelli di William Prout (1785-1850), che misura indirettamente le proprietà dell'atomo confermando che tutti i pesi atomici sono dei multipli del peso atomico dell'idrogeno. Il sistema periodico degli elementi di Dmitrij Ivanovič Mendeleev, che vede la luce nel 1870, darà una sistematizzazione della teoria atomica, ma diciassette anni dopo Joseph John Thomson scopre l'elettrone e da quel momento si sa che anche l'atomo non è indivisibile.

## Lo zenonismo
Un capitolo a parte nella storia dell'atomismo secentesco è rappresentato dalla corrente di pensiero nota come zenonismo. Nato nel corso del '600, lo zenonismo fu elaborato da alcuni filosofi gesuiti che tentarono di rinnovare il tradizionale insegnamento della filosofia naturale aristotelica, ancora dominante nell'insegnamento universitario. Si trattava di Rodrigo de Arriaga, a Praga, filosofo probabilista che, in fisica, aveva sostenuto teorie corpuscolari suggestive e quanto mai spregiudicate, le quali, sul finire degli anni '40, suscitarono viva preoccupazione nel Generale dell'Ordine, Vincenzo Carafa; Francisco Oviedo, in Spagna, che, senza mezzi termini, aveva criticato le tesi aristoteliche del tomismo; Sforza Pallavicino, a Roma, che non aveva mai fatto misteri del suo galileismo e che, seguace delle idee di Arriaga, nel 1649, subì i rigori della censura dell'Ordine, per aver pronunciato proposizioni nelle quali si sosteneva l'esistenza di indivisibili fisici mediante le quali aveva concluso che «quantitatem ex meris punctis componi»; Silvestro Mauro, anch'egli a Roma, che aveva sostenuto che il continuo fosse costituito di un numero finito di parti distinte tra loro in atto, divisibili all'infinito solo in potenza; e Sebastián Izquierdo in Spagna, autore di una sua teoria geometrica, alla quale si sarebbe ispirato Leibniz, fondata sul principio che:
Le idee sostenute da questi autori, anche se non sempre collimanti tra loro, né, per altro, ispirate da medesime motivazioni, si presentavano comunque con un unico comune denominatore: l'elaborazione di proposizioni, tesi, teorie fondate essenzialmente su ipotesi corpuscolari che, per lo più, trovavano il loro terreno di coltura nelle antiche idee zenoniste, e che contrastavano decisamente con la visione del continuo della tradizione aristotelica. Questa spregiudicatezza di atteggiamenti culturali fu ritenuta pericolosa dai Revisori romani che, tra il 1643 il 1649, pronunciarono severe censure nei confronti di proposizioni nelle quali si sostenevano posizioni zenoniste; questo non impedì la diffusione di queste teorie, che avrebbero influenzato l'insegnamento della filosofia nei collegi della compagnia fino a Settecento inoltrato. Giambattista Vico, nella Vita scritta da se medesimo (1725) dichiara di essere ritornato alla filosofia (dopo un periodo di crisi) sotto la guida del padre gesuita Giuseppe Ricci «uomo di acutissimo ingegno, scotista di setta ma zenonista nel fondo», che esercitò una profonda influenza sul suo pensiero.

## L'atomismo moderno e contemporaneo
La fisica del Novecento conferma la validità dell'atomismo come tesi filosofica fondamentale per ogni studio sul mondo materiale. Il pensiero materialistico e ogni altro a esso assimilabile devono fare i conti con la costituzione atomica della materia attraverso i suoi sottocostituenti, che a poco a poco vengono alla luce sempre più numerosi. Dopo la storica scoperta dell'elettrone, che ha aperto la strada maestra, è stata la volta del protone, scoperto da Rutherford nel 1919, e poi del neutrone, scoperto da Chadwick nel 1932. L'esistenza del neutrino fu avanzata da Pauli nel 1931, ma esso fu per la prima volta osservato solamente nel 1956.

## Atomismo scientifico e atomismo filosofico
Secondo Sofia Vanni Rovighi, occorre distinguere l'atomismo scientifico da quello filosofico di Democrito e Leucippo, in particolare dalla tesi secondo cui le variazioni quantitative siano riconducibili a mere variazioni quantitative del numero o della disposizione geometrica degli atomi. 
L'ilemorfismo resta attuale nel rendere ragione dell'unità nella complessità degli enti che divengono e dell'unità dell'esteso, che è uno in atto in virtù della forma sostanziale e molteplice in potenza in virtù della materia prima. Pur composti di particelle subatomiche, atomi e molecole, verificate sperimentalmente, gli enti sono anche sinolo di materia prima e forma sostanziale, inclusi i loro costituenti primi suddetti. Infatti, il principio che causa l'unità non può che essere lo stesso che causa il suo contrario, il molteplice.
(Sofia Vanni Rovighi, Elementi di Filosofia, 3. La Natura e l'Uomo, Biblioteca [n. 6], Scholé, 2022, p. 63)

## Atomismo nel Giainismo
Secondo la religione indiana del Giainismo, la materia è formata da atomi, microparticelle indivisibili che si aggregano insieme in composti dando origine ai vari fenomeni del mondo empirico.